# NGC 6038
NGC 6038 (również PGC 56812 lub UGC 10149) – galaktyka spiralna (Sc), znajdująca się w gwiazdozbiorze Korony Północnej. Odkrył ją William Herschel 17 marca 1787 roku. Jest to galaktyka z aktywnym jądrem typu LINER.
W galaktyce tej zaobserwowano supernową SN 1999cc.